# Lustro (singel Edyty Górniak)
Lustro – singel Edyty Górniak promujący film Walta Disneya pt. Mulan wydany w 1998 roku. Jest to polskojęzyczna wersja ballady „Reflection” w wykonaniu Christiny Aguilery.

## Lista utworów
1. Lustro (3:35)

## „Lustro”
- muzyka: Matthew Wilder
- słowa: David Zippel
- słowa polskie: Marek Robaczewski
- kierownik muzyczny: Marek Klimczuk
- nagranie piosenki: studio Metropolis, Londyn, sierpień 1998 r.

## Teledysk
Do utworu „Lustro” został nagrany wideoklip.